# Hiccoda confluens
Hiccoda confluens là một loài bướm đêm trong họ Noctuidae.